# Лісін Дмитро Євлампійович
Дмитро́ Євла́мпійович Лі́сін (1903 , Нижній Новгород, Нижньогородська губернія, Російська імперія  — не раніше 1986 ) — український радянський діяч, старший механік теплоходів. Депутат Верховної Ради УРСР 1-го скликання (з 1938).

## Біографія
Народився 1903 року в родині наймички в Нижньому Новгороді, тепер Росія. Батька не знав, мати походила із селян села Бортсурмак Симбірської губернії. Закінчив три класи церковнопарафіяльної школи. До 1918 року навчався в Нижньогородському ремісничому училищі.
У 1918 році переїхав разом із матір'ю до її рідного села Бортсурмак. До 1920 року працював у селі Жданові Нижньогородської губернії учнем слюсаря та слюсарем механічної майстерні.
У 1920 році в місті Курмиші Нижньогородської губернії добровільно вступив до лав Червоної армії, навчався на курсах при Головному управлінні повітряного флоту в Москві. У 1921 році вступив до комсомолу. У 1923 році закінчив курси молодших фахівців при військово-повітряній школі. З 1923 по 1924 рік служив мотористом у Другому повітроплавному загоні РСЧА в місті Орші. У 1924 році — демобілізований із Червоної армії.
З 1924 по 1928 рік — тракторист і механік з ремонту тракторів у 1-й Канашській зразковій агрокомуні.
Член ВКП(б) з 1927 року.
З 1928 по 1937 рік працював на водному транспорті: моторист першого класу теплохода «Крим», старший механік пароплава «Грознефть».
У 1937 році — директор Одеського суднобудівного заводу № 2 імені Андре Марті управління Чорноморського пароплавства.
З жовтня 1937 року — старший механік теплохода «Ворошилов» Чорноморського пароплавства.
26 червня 1938 року обраний депутатом Верховної Ради УРСР 1-го скликання по Воднотранспортній виборчій окрузі № 116 Одеської області.
На 1939 рік — начальник механічного цеху Одеського суднобудівного заводу імені Андре Марті управління Чорноморського пароплавства.
Під час німецько-радянської війни мобілізований Кагановицьким військкоматом міста Одеси. З липня 1941 року по липень 1942 року служив командиром 26-го окремого ремонтно-відновлюваного батальйону Окремої Приморської армії. У липні 1942 року, під час боїв при обороні міста Севастополя, був легко пораненим. З липня 1942 року вважався зниклим безвісти. Перебував у німецькому полоні, звільнений американськими військами у квітні 1945 року та репатрійований у СРСР. З серпня по грудень 1945 року — у військово-пересильному пункті. У листопаді 1945 року звільнений у запас.
Працював мотористом Чорноморського пароплавства в місті Одесі.
Потім — на пенсії. 1986 року нагороджений орденом Вітчизняної війни 1-го ступеня.

## Військове звання
- старший технік-лейтенант

## Нагороди
- орден Вітчизняної війни 1-го ст. (1.08.1986)
- орден Червоної Зірки (27.01.1958)
- медалі